# Google for Startups
Google for Startups est un incubateur d'entreprises créé par Google en 2011 et qui associe des communautés de startups locales ainsi qu'un réseau d'espaces de travail collaboratif communément appelé Google Campus (à ne pas confondre avec Googleplex) à l'intention des entrepreneurs en startup dans les technologies. 
Il offre un accès aux appareils de Google, ainsi que des outils et des ateliers à la communauté technologique locale. Google a affirmé que les startups de ses campus avaient collecté plus de 250 millions de dollars et créé plus de 4 600 nouveaux emplois, ainsi que soutenu des entrepreneurs dans 125 pays.

## Histoire
En mars 2012, Campus London a été lancé pour la première fois à l'est de Londres, suivi de Campus Tel Aviv en décembre 2012. Le premier campus asiatique a été ouvert à Séoul, en Corée du Sud, en 2015,. Le premier campus sud-américain a ensuite été lancé en 2016 à Sāo Paulo, Brésil.
Les entrepreneurs ou les entreprises peuvent poser leur candidature pour organiser ces événements. Ils comprennent des ateliers et des conférences sur des sujets technologiques tels que la blockchain, l'Internet des objets, la technologie financière, l'apprentissage automatique, et le cloud computing ainsi que d'autres compétences pratiques importantes pour les entrepreneurs, tels que le digital marketing, la gestion des produits et les droits de propriété intellectuelle. D'autres événements incluent des hackathons, des programmes de résidence pour les entrepreneurs et même des séances de cours de yoga et de pleine conscience gratuites pour les entrepreneurs. 
De temps en temps, des employés de Google sont déployés pour organiser des ateliers (formation à la vente, discussions techniques, expériences de pensée philosophiques pionnières, par exemple), ainsi que des conférences avec des produits et plateformes liés à Google, tels que la Google Cloud Platform.

## Emplacements
À compter de 2018, ses Campus sont situés dans 6 villes différentes, couvrant toute l'Europe, en Asie et en Amérique du Sud :
- Campus London
- Campus Tel Aviv
- Campus Madrid
- Campus Séoul
- Campus Varsovie
- Campus Sāo Paulo

## Campus Berlin
En 2017, un autre site sur le campus devait être inauguré dans le quartier de Kreuzberg à Berlin, en Allemagne. Cela a suscité des inquiétudes parmi la population locale concernant la gentrification de la région,. Ce problème s'est encore aggravé en septembre 2018 lorsque des manifestants du groupe "occuper" basé à Berlin ont temporairement occupé le chantier et qu'au moins six personnes ont été arrêtées, selon des témoignages oculaires. 
Certains ont critiqué le fait que Campus a conduit à trop de démarrages d'applications légères au lieu de véritablement perturbateur. Parmi les autres critiques, Google utilise ses campus à des fins de marketing plutôt que de développer véritablement la communauté des startups.[réf. nécessaire]
En octobre 2018, Google a abandonné le projet d’ouverture de son campus à Berlin après le lobbying de militants locaux. Ce site appartient désormais à deux organisations caritatives locales.